# محمود حسن (مصارع)
محمود حسن (15 ديسمبر 1919 ـ 10 سبتمبر 1998) هو مصارع مصري، مثّل مصر في منافسات المصارعة الرومانية (وزن الديك) في دورة الألعاب الأولمبية الصيفية 1948 بلندن، وحصل على الميدالية الفضية.

## روابط خارجية
- محمود حسن على موقع قاعدة بيانات المصارعة الدولية (الإنجليزية)
- محمود حسن على موقع أوليمبيديا (الإنجليزية)